# Садовый (Тверская область)
Садо́вый — посёлок сельского типа в Вышневолоцком районе Тверской области, административный центр Садового сельского поселения.
Расположен в 15 км к северу от города Вышнего Волочка, на правом берегу реки Мсте. К северу от посёлка — дом отдыха «Серебряники».
Население по переписи 2002 года — 260 человек, 115 мужчин, 145 женщин; по переписи 2010 года — 234 человека.

## В посёлке
- МОУ «Садовая основная общеобразовательная школа»
- МУЗ «Садовый ФАП»
- Садовый Дом культуры — филиал муниципального учреждения «Межпоселенческий дом культуры» Вышневолоцкого района
- ФГУ "Центр временного размещения вынужденных переселенцев «Серебряники»
- Имеется почта и библиотека

## История
Посёлок образован в 1959 г. как центральная усадьба совхоза «Ульяновка» у Мстинской плотины, на месте бывшей деревни Царево и поселения «Питомник Ульяновка», организованного в 1933 г. Нынешнее название — с 1964 г. В 1975 г. был образован Садовый сельский совет с центром в посёлке. В 1980-е гг. к посёлку присоединена деревня Глухово.

## Достопримечательности
Сохранился памятник русского инженерного искусства — Мстинская плотина Вышневолоцкой водной системы.